# Троицкий собор (Иерусалим)
Собо́р Свято́й Тро́ицы — главный храм Русской Духовной Миссии в Иерусалиме Московского Патриархата. Освящён в 1872 году.

## История
Соборная церковь во имя Святой Троицы была торжественно заложена 30 августа (11 сентября) 1860 года в рамках строительства русских построек на приобретенных Палестинским Комитетом землях на Мейдамской площади Иерусалима. Закладку храма совершили первый эпитроп Иерусалимского патриарха митрополит Петроаравийский Мелетий и начальник Миссии епископ Кирилл (Наумов) в сослужении русского и греческого духовенства.
Автором проекта был русский архитектор Мартин Эппингер. Первоначально предполагалось освятить храм во имя святого Александра Невского (покровителя Александра II), но затем было решено посвятить собор Святой Троице.
В 1863 году строительство Троицкого собора было закончено, но его освящение состоялось только 27 октября (8 ноября) 1872 года. Богослужение возглавил Иерусалимский патриарх Кирилл II в сослужении четырёх иерархов Иерусалимской православной церкви и начальника Миссии архимандрита Антонина (Капустина).
В декабре того же года на колокольню храма был поднят колокол.
Службы в соборе совершались ежедневно.
В 1895—1897 годах в соборе был произведён ремонт. В его процессе была отремонтирована кровля, исправлена отмостка. Клеевая краска со стен и колонн храма была соскоблена, и интерьер трижды был выкрашен в белый цвет; а затем собор был расписан священными изображениями. Из алтаря был устроен крытый запасный выход.
В период действия Британского мандата Троицкий собор оставался действующим и находился в юрисдикции Русской православной церкви заграницей.
Храм сильно пострадал в период Первой арабо-израильской войны. С 1948 года он находится в юрисдикции Русской православной церкви.

## Архитектура, убранство
Собор — белокаменный пятикупольный храм, построенный в неовизантийском стиле.
Резной иконостас был изготовлен в 1869 году в Санкт-Петербурге. Его автор, Н. А. Леонтьев, в 1870 году на Всероссийской мануфактурной выставке получил серебряную медаль. Царские врата позолочены, они были пожертвованы председателем Палестинского комитета великим князем Константином Николаевичем.

## Святыни
В соборе имеются две особо почитаемые святыни:
- Икона Благовещения Пресвятой Богородицы. Образ ежегодно после праздника Благовещения Пресвятой Богородицы переносится на три месяца в Горненский женский монастырь, где занимает игуменское место. Обычай был введён архимандритом Антонином (Капустиным) в память о евангельской встрече Девы Марии и праведной Елизаветы в селении Горняя.
- Икона святителя Николая Чудотворца. Образ был подарен Троицкому собору паломниками с парохода «Корнилов». В 1910 году корабль, плывший из Одессы в Яффу, попал в сильную бурю. После молитв пассажиров перед корабельной иконой святителя Николая, буря скоро утихла.